# François Gouffier (évêque)
Pour les articles homonymes, voir Famille Gouffier.
François Gouffier (mort en 1548) est un noble français qui est nommé évêque commendataire de Béziers de 1546 à 1547.

## Biographie
François Gouffier est le cadet des trois fils homonymes de Guillaume Gouffier de Bonnivet et de sa seconde épouse Louise de Crèvecœur, baptisé « François »  en l'honneur du roi François Ier. Il est donc le frère de François Gouffier l'Ainé tué en 1556 au siège de Volpiano dans le Piémont et de François Gouffier dit le Jeune.
François Gouffier devient protonotaire apostolique. Le roi le pourvoit en commende comme évêque de Béziers le 15 octobre 1546.  Il prend possession de son diocèse le 12 février 1547. Le 15 décembre de la même année il résigne son siège entre les mains de pape Paul III en faveur de Laurent Strozzi. Il est ensuite envoyer par la cour de France comme ambassadeur extraordinaire dans le royaume d'Angleterre où il meurt l'année suivante.